# Сагдєєв Роальд Зіннурович
Роальд Зіннурович Сагдєєв (тат. Roald Zinnur uğlı Səğdiev, Роальд Зіннуров Ули Сәг'діев; 26 грудня 1932, Москва) — радянський і американський фізик, академік АН СРСР і РАН, доктор фізико-математичних наук. Депутат Верховної Ради СРСР 11-го скликання (1987—1989). Народний депутат СРСР (1989—1991). Герой Соціалістичної Праці (1986).

## Біографія
Роальд Сагдєєв народився в Москві в татарській родині. Коли йому було чотири роки, він разом з батьками переїхав до Казані. Закінчив середню школу в Казані і вступив до Московського державного університету, який успішно закінчив.
У 1956—1961 працював в Інституті атомної енергії імені Курчатова, в 1961—1970 — завідувач лабораторії Інституту ядерної фізики Сибірського відділення АН СРСР, в 1970—1973 — завідувач лабораторії Інституту фізики високих температур АН СРСР.
З 1973 по 1988 роки був директором Інституту космічних досліджень АН СРСР. Потім керівником науково-методичного центру аналітичних досліджень Інституту космічних досліджень. Член редакційної колегії журналу «Письма в „Астрономический журнал“», член Головної редакційної колегії інформаційних видань ВІНІТІ, член редакційної колегії бібліотечки «Квант» (видавництво «Наука»).
Академік РАН (член-кореспондент Академії наук СРСР з 1964, академік з 1968). Іноземний член Національної академії наук США і Королівської академії наук Швеції.
У 1968 кілька десятків радянських громадян підписали листи, адресовані владі СРСР, в яких автори протестували проти порушень громадянських свобод у зв'язку з процесами проти дисидентів. Влада влаштували гоніння на тих хто підписав, у тому числі і тих, хто працював в Академмістечку в Новосибірську. 36-річний Сагдєєв запропонував «вигнати всіх з Академмістечка, нехай ідуть вантажити свинцеві чушки».
З 1990 живе в США, працює в Мерілендському університеті. Професор, директор Центру «Схід-Захід» університету штату Меріленд, США; член Наглядової ради Міжнародного Люксембурзького форуму із запобіганню ядерної катастрофи. Віце-президент Міжнародного комітету з дослідження космічного простору (КОСПАР; 1975—1981), член Міжнародної академії астронавтики (1978).

## Наукова праця
Роальду Сагдеева належать праці з фізики плазми (ударні хвилі, процеси переносу, нестійкості), проблеми керованого термоядерного синтезу, магнітної гідродинаміки, космічної фізики. Теоретично передбачив і пояснив найхарактерніші явища фізики плазми в космосі — утворення беззіштовхувательних ударних хвиль і радіаційних поясів.
Керував астрономічними дослідженнями, проведеними за допомогою космічних апаратів, а також активними експериментами з дослідження космічної плазми. Розвинув теорію процесів переносу в установках «токамак» (тороїдальна камера з магнітним полем). Керівник проекту дослідження планети Венера і комети Галлея («Вега»; 1984—1986).

## Родина
В кінці 1980-х років, будучи у відрядженні в Сполучених Штатах, познайомився зі своєю майбутньою дружиною Сьюзен Ейзенхауер, онукою президента Дуайта Ейзенхауера.
Брат Роальда Сагдєєва, Ренад Сагдєєв — відомий хімік.

## Політичні погляди
Підписав відкритого листа російських науковців та наукових журналістів проти Російського вторгнення в Україну 2022 року.

## Нагороди та звання
- Герой Соціалістичної Праці (1986).
- Лауреат Ленінської премії 1984 за роботу в плазмової фізики.
- Нагороджений двома орденами Леніна, орденами Жовтневої Революції і Трудового Червоного Прапора
- Звання «Людина Року» (Франція, 1988)
- Медаль Тейта (Американський Інститут Фізики, 1991)
- Премія імені Етторе Майорана (Італія, 1993)
- Премія імені Лео Сціларда (Американське Фізичне Товариство, 1995)
- Премія імені Максвелла (Американське Фізичне Товариство, 2001)

## Статті та книги
- Статьи Р. З. Сагдеева в журнале «Успехи физических наук»
- А. А. Галеев, Р. 3. Сагдеев. Нелинейная теория плазмы, в сб.: Вопросы теории плазмы, вып. 7, М.: 1973
- Л. А. Арцимович, Р. З. Сагдеев. Физика плазмы для физиков. — М.: Атомиздат, 1979

## Виноски
1. 1 2  Сагдеев Роальд Зиннурович // Большая советская энциклопедия: [в 30 т.] / под ред. А. М. Прохорова — 3-е изд. — Москва: Советская энциклопедия, 1969.
2. ↑  SNAC — 2010.
3. ↑  Математичний генеалогічний проєкт — 1997.
4. ↑  Bibliothèque nationale de France BNF: платформа відкритих даних — 2011.
5. ↑  https://www.pas.va/en/academicians/ordinary/sagdeev.html
6. ↑  https://www.amacad.org/person/roald-zinnurovich-sagdeev
7. ↑  Роальд Сагдеев: «О том, что я татарин, напоминает мне моя жена Сьюзен»[недоступне посилання з липня 2019]
8. ↑  Хроника текущих событий, выпуск 2, 30 июня 1968 [Архівовано 2012-02-17 у Wayback Machine.]
9. ↑  Открытое письмо российских ученых и научных журналистов против войны с Украиной